# Rage (groupe)
Pour les articles homonymes, voir Rage.
Ne doit pas être confondu avec Rage Against the Machine.
Rage est un groupe de power metal allemand, originaire de Herne, dans le Land de Rhénanie-du-Nord-Westphalie. Il est formé en 1984 par son chanteur, bassiste et leader Peter Wagner dit Peavy. Tout d'abord baptisé Avenger, il ne prend son nom définitif qu'en 1986.

## Biographie

### Débuts (1984–1992)

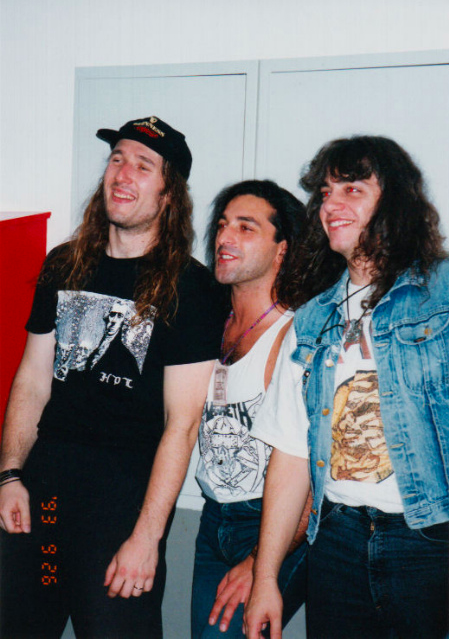
Rage en 1993 - de gauche à droite : Peavy, Chris, Manni.

Tout commence en 1984 lorsque Peter Wagner forme le groupe Avenger. Après avoir sorti deux disques, l'album Prayer of Steel et l'EP Depraved to Black, Avenger se rebaptise Rage et sort l'album Reign of Fear. Le 11 mai 1987, ils publient l'album Execution Guaranteed au label Noise Records. La même année, ils publient leur premier clip Down By Law et revient avec une nouvelle formation incluant Manni Schmidt et Chris Efthimiadis.
Les albums sortent alors régulièrement au rythme de un par an et le groupe enchaîne les premières parties de concerts avec Running Wild, U.D.O., Motörhead ou encore Saxon. À partir de 1988 et la sortie de Perfect Man, Rage commence à rencontrer un succès d'estime en Allemagne.
En 1992, les musiciens obtiennent enfin une reconnaissance internationale avec l'album Trapped et une tournée triomphale au Japon. Succès renouvelé l'année suivante avec The Missing Link.

### Lingua MortisetGhosts(1994–1999)
Au début de 1994, le guitariste Manni Schmidt quitte le groupe. Peavy Wagner trouve un nouveau line-up avec Sven Fischer et Spiros Efthimiadis, le frère de Chris Efthimiadis. Rage enregistre ensuite un album spécial 10 ans intitulé 10 Years in Rage, le dernier album distribué par Noise Records. Rage signe avec Gun Records la même année, et publie l'album Black in Mind, suivi d'une tournée l'international.
L'album Lingua Mortis est enregistré en 1996, le tout premier disque de heavy metal allemand à inclure un orchestre symphonique, en l'occurrence l'Orchestre Philharmonique de Prague. Ils le jouent en live la même année à Kufstein, en Autriche. Rage et l'orchestre embarque ensuite dans une tournée spéciale Noël et en tournée européenne. En mars 1998, Rage publie son treizième album XIII, qui fait participer le Lingua Mortis Orchestra, et atteint les classements musicaux. XIII atteint la 272e place du top 500 meilleurs albums rock et heavy metal de tous les temps, effectué par le magazine Rock Hard.
Après l'album XIII, en 1999, Rage continue de travailler avec le Lingua Mortis Orchestra pour leur nouvel album Ghosts. L'album Ghosts fait suite à un important changement de personnel. Peavy, seul rescapé de la formation d'origine, recrute le multi-instrumentiste biélorusse Victor Smolski et le batteur américain Mike Terrana. Le trio joue pour la première fois en concert au festival Wacken Open Air de Eindhoven en août 1999 et présente à cette occasion son nouvel album Welcome to the Other Side.

### Années actives (2000–2014)

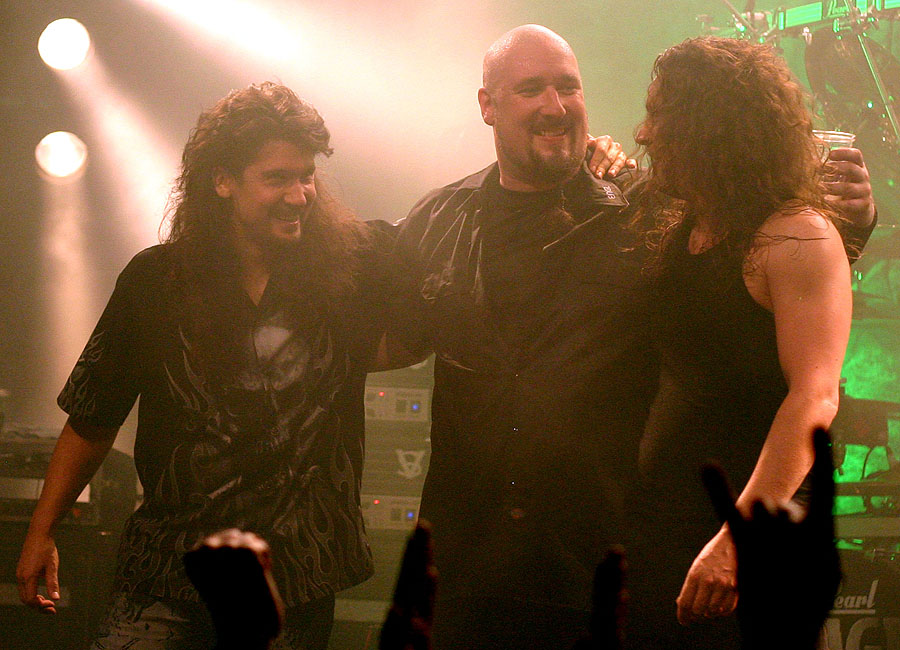
Rage à Bochum en 2008.

Les deux albums suivants Unity et Soundchaser rencontrent un accueil enthousiaste[réf. souhaitée]. Les tournées de 2002 avec Primal Fear et 2003 avec Helloween confirment d'ailleurs la popularité du groupe[réf. souhaitée]. En 2004, Rage célèbre son vingtième anniversaire en sortant un album live, disponible en CD et DVD, retraçant son histoire à travers des morceaux de différentes époques.
En 2006, le groupe sort l'album Speak of the Dead, un album toujours dans la lignée des précédents, mêlant morceaux classiques et morceaux heavy metal. En 2007, le groupe tourne en Europe avec l'orchestre, et effectue notamment une performance au Wacken Open Air d'août en face de 80 000 spectateurs ; l'événement est filmé et publié en DVD comme bonus de leur nouvel album, Carved in Stone, qui est publié le 22 février 2008. En 2009, le groupe participe au Bundesvision Song Contest le 13 février. Le groupe y atteint la troisième place.
Le 24 février 2012 sort l'album 21. En 2013, les membres forment le projet d'orchestre Lingua Mortis Orchestra, qui publie son premier album, LMO, le 2 août 2013. Il s'agit d'un album-concept parlant de la persécution des sorcières à Gelnhausen, plus particulièrement ce qu'a vécue une certaine Elisabeth Strupp,.

### Nouvelle ère (depuis 2015)
En février 2015, le groupe annonce la fin de la formation alors actuelle, notamment le départ de Victor Smolski présent dans le groupe depuis quinze ans pour « des raisons de divergences personnelles et musicales. » Par la même occasion, le dernier batteur en date, André Hilgers quitte également le groupe. À noter[style à revoir] que depuis 2014, le fondateur de Rage, Peavy Wagner monte un groupe parallèle, nommé Refuge, avec deux anciens membres de Rage, Manni Schmidt, et Christos Efthimiadis afin de rejouer d'anciens titres époque 1988-1993. Cette formation publie l'EP My Way en janvier 2016. Parallèlement, le nouveau line-up de la mouture principale de Rage est dévoilé : il s'agit de Vassilios « Lucky » Maniatopoulos à la batterie et Marcos Rodriguez à la guitare.
Le 10 juin 2016, le groupe publie son nouvel album, The Devil Strikes Again L'album est annoncé en février 2016. L'album est relativement bien accueilli par la presse spécialisée,,. Un deuxième album sous le nouveau line-up, Seasons of The Black, sort en été 2017. 
En janvier 2020 paraît Wings of Rage, un album salué par le site AuxPortesduMetal.com dans lequel le groupe propose des titres dans différents styles de son existence.
Pendant le confinement du printemps 2020, Marcos Rodriguez quitte le groupe. Il est remplacé par deux guitaristes, Jean Bornmann et Stefan Weber, Wagner souhaitant que le groupe redevienne un quartet comme c'était le cas dans la seconde moitié des années 90. Un réenregistrement de la chanson The Price of War sort en juin 2020. En juillet 2021, le groupe sort un nouveau single, Virginity, extrait de leur prochain album, Resurection Day, qui sortira en septembre 2021[réf. nécessaire].

## Style musical

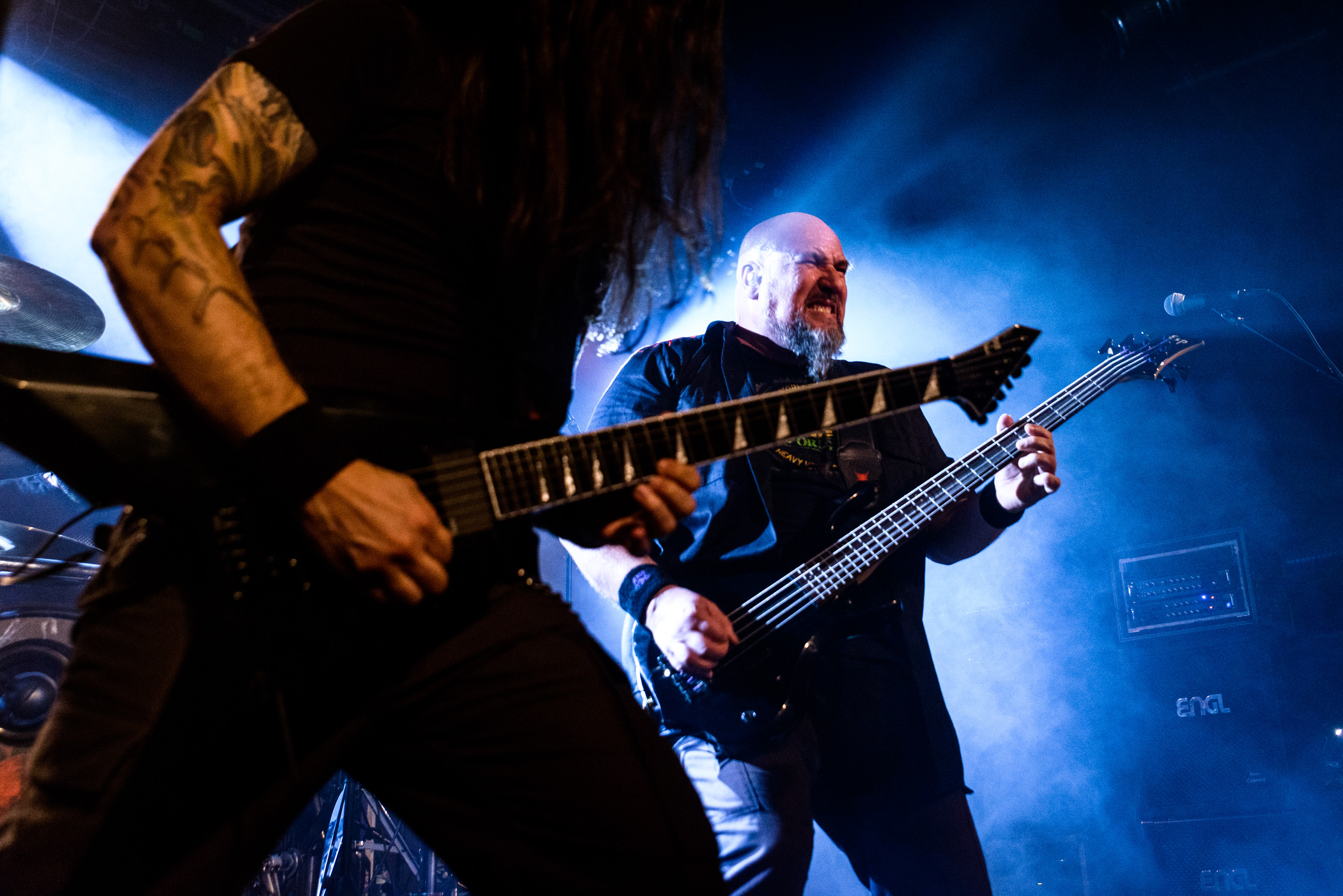
Rage Live à Munich, Backstage Werk 2016

La musique de Rage peut-être qualifiée[réf. souhaitée] de power metal mélodique, voire symphonique sur les albums contenant des parties de musique classique jouées par orchestre. Elle a cependant sa personnalité bien affirmée[réf. souhaitée] et ne peut de ce fait être rapprochée de la vague mélodique allemande engendrée par Helloween et Gamma Ray. Durant les années 1980, la musique du groupe ne se démarquait pas du reste de la production heavy-metal et thrash-metal de l'époque et pêchait par son manque d'originalité, au même titre que celle de son compatriote Grave Digger[réf. souhaitée]. La presse musicale était même régulièrement très sévère[réf. nécessaire]. À force de persévérance[réf. souhaitée], le groupe impose peu à peu son style[réf. nécessaire] mélodique et travaillé. L'album Trapped sorti en 1992 marque une étape[réf. nécessaire] dans l'accomplissement artistique du groupe.

## Membres

### Membres actuels
- Peter « Peavy » Wagner – chant, basse (depuis 1984)
- Vassilios « Lucky » Maniatopoulos – batterie, chant (depuis 2015)
- Stefan Weber - guitare (depuis 2020)
- Jean Bormann - guitare (depuis 2020)

### Anciens membres
- Alf Meyerratken – guitare (1985)
- Thomas Grüning – guitare (1985–1986)
- Jochen Schröder – guitare (1985–1987)
- Jörg Michael – batterie (1985–1987)
- Rudi Graf – guitare (1987)
- Manni Schmidt – guitare (1988–1994)
- Chris Efthimiadis – batterie (1988–1999)
- Ulli Cohler - clavier (1990)
- Spiros Efthimiadis – guitare (1994–1999)
- Sven Fischer – guitare (1994–1999)
- Christian Wolff - clavier (1996–1999)
- Victor Smolski – guitare (1999–2015)
- Mike Terrana – batterie (1999–2006)
- André Hilgers – batterie (2007–2015)
- Marcos Rodriguez – guitare, chant (2015-2020)

## Discographie

### Albums studio
- 1985 : Prayer of Steel (sous le nom Avenger)
- 1986 : Reign of Fear
- 1987 : Execution Guaranteed
- 1988 : Perfect Man
- 1989 : Secrets in a Weird World
- 1990 : Reflections of a Shadow
- 1992 : Trapped!
- 1993 : The Missing Link
- 1994 : Ten Years in Rage
- 1995 : Black in Mind
- 1996 : Lingua Mortis
- 1997 : End of All Days
- 1998 : XIII
- 1999 : Ghosts
- 2001 : Welcome to the Other Side
- 2002 : Unity
- 2003 : Soundchaser
- 2006 : Speak of the Dead
- 2008 : Carved in Stone
- 2010 : Strings to a Web
- 2012 : 21
- 2013 : Lingua Mortis Orchestra (avec l'Orquestra Barcelona Filharmonia)
- 2016 : The Devil Strikes Again
- 2017 : Seasons of the Black
- 2020 : Wings of Rage
- 2021 : Resurrection Day

### Singles et EPs
- 1985 : Depraved to Black (Avenger)
- 1989 : Invisible Horizons
- 1991 : Extended Power
- 1992 : Beyond The Wall
- 1994 : Refuge
- 1997 : Higher than the Sky
- 1998 : In Vain - Rage in Acoustic vol.I, II, III

### Albums live
- 1994 : Power of Metal (enregistrement public) (un double CD édité par le label Noise, le premier étant un enregistrement d'un concert de Gamma Ray, le second d'un concert du groupe Rage (probablement 1994) ; chaque CD contient en outre deux morceaux en concert de deux groupes peu connus (Helicon et Conception))
- 1997 : Live From The Vault
- 2004 : From The Cradle to the Stage
- 2007 : Full Moon In St. Petersburg (concert du 20.05.2006 à St. Petersburg. Comprend un DVD du concert, un DVD bonus, et le CD du concert)

### Compilations
- 1998 : The Best From The Noise Years
- 2001 : Best of - All G.U.N. Years